# Бруно Аміоне
Бруно Агустін Аміоне (ісп. Bruno Agustin Amione, нар. 3 січня 2002, Кальчакі, Аргентина) — аргентинський футболіст, центральний захисник мексиканського клубу «Сантос Лагуна».

## Ігрова кар'єра

### Клубна
Бруно Аміоне є вихованцем аргентинського клубу «Бельграно», у складі якого почав грати у 2019 році у Другому дивізіоні чемпіонату Аргентини.
Восени 2020 року футболіст перебрався до Європи, де приєднався до італійського клубу «Верона». Але стати повноцінним гравцем основи Аміоне не зумів і наступні два сезони грав в оренді. Спочатку це був клуб Серії В «Реджина», сезон 2022/23 футболіст провів в оренді в клубі Серії А «Сампдорія».
Влітку 2023 року Аміоне повернувся до «Верони», провів в команді 10 матчів і в лютому 2024 року перейшов до мексиканського «Сантос Лагуна». 11 лютого захисник провів першу гру у новій команді.

### Збірна
Бруно Аміоне провів вісім поєдинків в юнацькій збірній Аргентини (U-17), з якою став переможцем юнацького чемпіонату Південної Америки у 2019 році.

## Титули
Аргентина (U-17)
 Переможець юнацького чемпіонату Південної Америки: 2019

## Особисте життя
Бруно Аміоне має італійське походження та має подвійне громадянство.